# Gioia Barbieri
Gioia Barbieri (Forlimpopoli, 9 de Julho de 1991) é uma tenista profissional italiana.

## WTA finais

### Duplas: 1 (1 vice)
| Legenda                                      |
| -------------------------------------------- |
| Grand Slam (0–0)                             |
| WTA Tour (0–0)                               |
| Tier I / Premier Mandatory & Premier 5 (0–0) |
| Tier II / Premier (0–0)                      |
| Tier III, IV & V / International (0–1)       |

| Títulos por Piso |
| ---------------- |
| Duro (0–1)       |
| Grama (0–0)      |
| Saibro (0–0)     |
| Carpete (0–0)    |

| Posição | N. | Data          | Campeonato                       | Piso     | Parceira    | Oponentes                        | Placar           |
| ------- | -- | ------------- | -------------------------------- | -------- | ----------- | -------------------------------- | ---------------- |
| Vice    | 1. | 12 Abril 2015 | Katowice Open, Katowice, Polônia | Duro (i) | Karin Knapp | Ysaline Bonaventure Demi Schuurs | 5-7, 6-4, [6–10] |